# Зимле
Зимле (серб. Зијемље) —  населённый пункт (село) в Республике Сербской, Босния и Герцеговина. Центр общины Источни-Мостар.

## Население
Численность населения села Зимле по переписи 2013 года составила 210 человек.
Этнический состав населения населённого пункта по переписи 1991 года:
- сербы — 95 (62,09%),
- боснийские мусульмане — 57 (37,25 %),
- югославы — 1 (0,65%)
- всего 153